# Ral·li de la Ruta de la seda

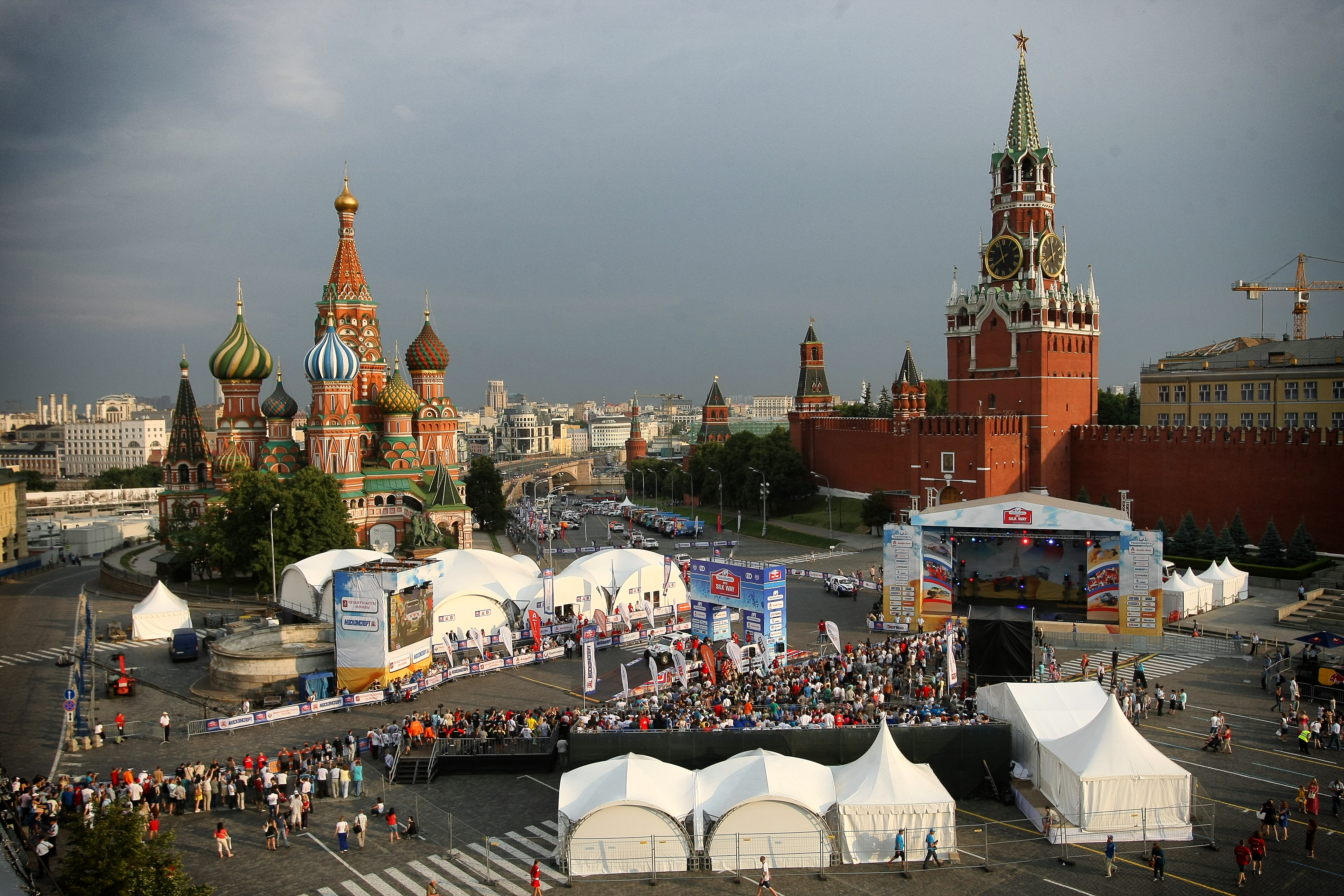
El Ral·li a Moscou l'any 2013.

El Ral·li de la Ruta de la Seda, oficialment i en anglès: Silk Way Rally, és una competició anual de ral·li raid organitzada per l'Amaury Sport Organisation (ASO). Es disputa des de l'any 2009 en la categoria de cotxes i motos, disputant també la categoria de motos i quads des del 2019.
Des de 2009 a 2011 la prova va formar part de les Dakar Series i des del 2019 forma part de la Copa del Món de Ral·lis Raid (FIA). Hi ha diverses edicions que no s'han realitzat, com les de 2014, 2015 i 2020.

## Recorreguts
| Any  | Dates          | Sortida         | Arribada       | Etapes         | Distància total |
| ---- | -------------- | --------------- | -------------- | -------------- | --------------- |
| 2009 | 5/9 - 13/9     | Kazan           | Aixhabad       | 9              | 4.628 km        |
| 2010 | 11/9 - 18/9    | Sant Petersburg | Sotxi          | 8              | 4.859 km        |
| 2011 | 10/7 - 16/7    | Moscou          | Sotxi          | 7              | 3.940 km        |
| 2012 | 7/7 - 13/7     | Moscou          | Guelendjik     | 7              | 3.859 km        |
| 2013 | 7/7 - 13/7     | Moscou          | Astrakhan      | 8              | 3.995 km        |
| 2014 | Edició suspesa | Edició suspesa  | Edició suspesa | Edició suspesa | Edició suspesa  |
| 2015 | Edició suspesa | Edició suspesa  | Edició suspesa | Edició suspesa | Edició suspesa  |
| 2016 | 9/7 - 24/7     | Moscou          | Pequín         | 15             | 10.735 km       |
| 2017 | 7/7 - 22/7     | Moscou          | Xian           | 14             | 9.599 km        |
| 2018 | 15/7 - 29/7    | Astrakhan       | Moscou         | 7              | 3.488 km        |
| 2019 | 6/7 - 16/7     | Irkutsk         | Dunhuang       | 10             | 5.003 km        |
| 2020 | Edició suspesa | Edició suspesa  | Edició suspesa | Edició suspesa | Edició suspesa  |
| 2021 | 1/7 - 6/7      | Omsk            | Gorno-Altaisk  | 5              | 3.108 km        |

## Palmarès

### Cotxes
| Any  | Pilot                | Copilot             | Cotxe                        | Ref.  |
| ---- | -------------------- | ------------------- | ---------------------------- | ----- |
| 2009 | Carlos Sainz         | Lucas Cruz          | Volkswagen Touareg           | [ 1 ] |
| 2010 | Carlos Sainz         | Lucas Cruz          | Volkswagen Touareg           | [ 2 ] |
| 2011 | Krzysztof Hołowczyc  | Jean-Marc Fortin    | BMW X3                       |       |
| 2012 | Boris Gadasin        | Dan Schemel         | G-Force Proto                |       |
| 2013 | Jean-Louis Schlesser | Konstantin Zhiltsov | Sonangol Schlesser Original  |       |
| 2016 | Cyril Despres        | David Castera       | Peugeot 2008 DKR             | [ 3 ] |
| 2017 | Cyril Despres        | David Castera       | Peugeot 3008 DKR             | [ 4 ] |
| 2018 | Yazeed Al Rajhi      | Timo Gottschalk     | Mini John Cooper Works Rally |       |
| 2019 | Nasser Al-Attiyah    | Mathieu Baumel      | Toyota Hilux                 | [ 5 ] |
| 2021 | Guerlain Chicherit   | Alexandre Winocq    | Century Racing CR6           | [ 6 ] |

### Motos
| Any  | Pilot            | Moto                          | Ref.  |
| ---- | ---------------- | ----------------------------- | ----- |
| 2019 | Sam Sunderland   | KTM 450 Rally Factory         | [ 7 ] |
| 2021 | Matthias Walkner | KTM 450 Rally Factory Replica | [ 8 ] |